# Lo Sempoi
Sempoi (en francès Saint-Puy) és un municipi francès situat al departament del Gers i a la regió d'Occitània.

## Demografia
| 1962                                       | 1968 | 1975 | 1982 | 1990 | 1999 | 2006 |
| ------------------------------------------ | ---- | ---- | ---- | ---- | ---- | ---- |
| 836                                        | 748  | 669  | 601  | 595  | 603  | 570  |
| Des de 1962: població sense dobles comptes |      |      |      |      |      |      |

## Administració
| Període   | Identitat      | Partit |
| --------- | -------------- | ------ |
| 2001-2008 | Alain Lapeyre  |        |
| 2008-     | Michel Labatut |        |

## Personatges il·lustres
- Blaise de Montluc